# Italy (Teksas)
Italy – miasto w Stanach Zjednoczonych, w stanie Teksas, w hrabstwie Ellis.